# Vereinter Nationalrat
Der Vereinte Nationalrat der allgemeinen öffentlichen Bewegung ist ein Bündnis georgischer Oppositionsparteien. Ihm gehören acht politischen Parteien an. Es wendet sich gegen die Regierung Micheil Saakaschwili und gab die Initialzündung zu den Massenprotesten in Georgien vom 2. bis 7. November 2007.

## Geschichte
Der Nationalrat wurde Ende September 2007 als Reaktion auf die Inhaftierung des früheren Verteidigungsministers Irakli Okruaschwili gegründet, die von der georgischen Opposition als Beleg für kriminelle Machenschaften der Regierung angesehen wird. Am 28. September trat er mit einer gemeinsamen Demonstration vor dem georgischen Parlamentsgebäude in Tiflis in Erscheinung und organisierte die erste Massendemonstration auf dem Rustaweli-Boulevard am 2. November, der weitere Demonstrationen folgten.
Am 17. Oktober verabschiedete der Nationalrat ein Manifest, in dem er seine politischen Ziele festlegte. Am 12. November nominierte der Nationalrat Lewan Gatschetschiladse als gemeinsamen Kandidaten für die Präsidentschaftswahlen in Georgien 2008 und Salome Surabischwili als Ministerpräsidentin des Schattenkabinetts. Auch zu den georgischen Parlamentswahlen im Mai 2008 will das Bündnis mit einer gemeinsamen Liste antreten. Spitzenkandidat soll erneut Gatschetschiladse sein.

## Mitgliedsparteien
Mitglieder des Nationalrats sind die Konservative Partei, die Partei Georgiens Weg, die Freiheitsbewegung (Tavisupleba), Unser eigener Weg, die Volkspartei, die Bewegung für ein vereintes Georgien, die Partei Georgische Truppe und die Partei Nationales Forum. Die oppositionelle Neue Konservative Partei (Novas) und der Partei Die Industrie wird Georgien retten (Industrialisten) schlossen sich dem Bündnis nicht an.
Der Partei Imedi wurde der Beitritt verwehrt, weil sie den früheren georgischen Minister für Staatssicherheit Igor Giorgadse unterstützt. Die Georgische Arbeiterpartei arbeitete zunächst im Nationalrat mit, schied jedoch Mitte November nach einer Auseinandersetzung über einen gemeinsamen Präsidentschaftskandidaten aus. Die Republikanische Partei Georgiens verließ den Nationalrat im Februar 2008, um bei den georgischen Parlamentswahlen im Mai desselben Jahres mit einer eigenen Liste anzutreten.

## Politiker
Zu den prominentesten politischen Vertretern des Nationalrats gehören:
- Konstantine (Koko) Gamsachurdia, Freiheitsbewegung (Tawissupleba)
- Lewan Gatschetschiladse, parteilos
- Irakli Okruaschwili, Bewegung für ein vereintes Georgien
- Dawit Surabischwili, parteilos
- Salome Surabischwili, Georgiens Weg